# Церква святого апостола і євангеліста Іоана Богослова (Бичківці)
Церква святого апостола і євангеліста Івана Богослова в Бичківцях — парафія і храм православної громади Чортківського деканату Тернопільсько-Теребовлянської єпархії Православної церкви України в селі Бичківцях Чортківського району Тернопільської области.

## Історія церкви
У 1827 році на місці старого цвинтаря збудували церкву, яку освятили 9 жовтня того ж року. Службу тоді проводив священник Михальчишин. Особливістю храму є іконостас, що датується першою половиною XIX століття, який частково реконструювали у 1968 році.
У 1887 році звели каплицю святого апостола і євангеліста Івана Богослова («святого Яна»), а у 1902 році на західному фасаді храму встановили статуї святих апостолів Петра і Павла.
У 1992 році на кошти колгоспу «Поділля» збудували капличку Спаса. У 2009 році за пожертви парафіянина та спадкоємців панів Заремб-Цілецьких збудували каплицю Богородиці.
15 грудня 2018 року парафія і храм перейшли до ПЦУ.
Над бічними іконами іконостасу раніше були чудові дерев'яні статуї Ісуса Христа та Матері Божої.

## Парохи
- о. Михальчишин
- о. Олександр Лукашевич (1880—1912)
- о. Михайло Дмитерко (1912—1919)
- о. Юліан Мащак (1919—1923)
- о. Михайло Романовський (1923—1953)
- о. Гайдухевич (1953—1956)
- о. Данилевич (1950—1960)
- о. Валігура (1960—1967)
- о. Богданець (1960—1967)
- о. Теодор Лопушинський (1960—1975)
- о. Володимир Чижевський (1975—2005)
- о. Мирослав Ткачук (2005 донині).